# Waputik Icefield
Waputik Icefield är en glaciär i Kanada.   Den ligger i provinserna British Columbia och Alberta, i den centrala delen av landet, 3 000 km väster om huvudstaden Ottawa. Waputik Icefield ligger 2 889 meter över havet. Arean är 40 kvadratkilometer.
Terrängen runt Waputik Icefield är huvudsakligen bergig, men åt nordväst är den kuperad. Waputik Icefield ligger uppe på en höjd. Trakten runt Waputik Icefield är nära nog obefolkad, med mindre än två invånare per kvadratkilometer.. Det finns inga samhällen i närheten. 
Trakten runt Waputik Icefield är permanent täckt av is och snö.